# Пахота в Ниверне
«Пахота в Ниверне» (фр. Labourage nivernais, также известная как Вспахивание волами в Невере или Вспашка в Ниверне ) — картина французской художницы Розы Бонëр, написанная в 1849 году, по заказу правительства Франции. Получила Первую медаль на парижском салоне в 1849 году. Хранится в музее Орсе в Париже (инв. RF 64). На ней изображены две группы волов, вспахивающие землю. Картина отражает глубокое уважение к земле, и, возможно, она была вдохновлена начальной сценой романа Жорж Санд «Чертово болото» 1846 года.

## Описание

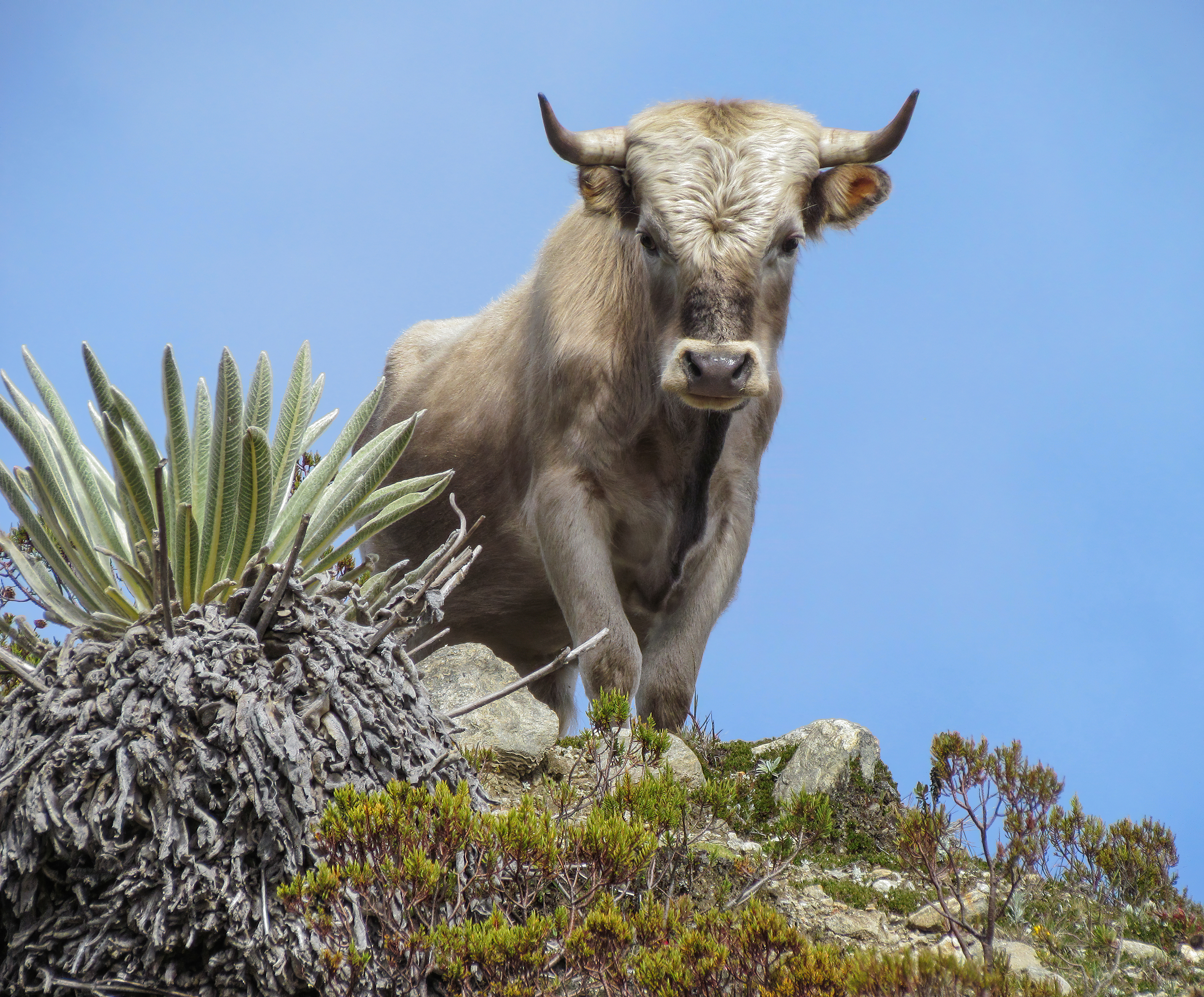
Бык породы Шароле

Ниверне, исторический район близ города Невера, был известен разведением быков породы Шароле, которая позже сыграла важную роль в сельскохозяйственной революции, произошедшей в этом районе в девятнадцатом веке. На картине изображены двенадцать волов породы Шароле в двух группах по шесть, вспахивающих землю в солнечный осенний день. Это сомбраж (рыхление) — первая стадия подготовки почвы осенью, которая открывает почву для аэрации зимой. В картине люди играют незначительную роль — фермер почти полностью скрыт за животными. На переднем плане видна свежевспаханная земля, а пейзаж на заднем плане греется в лучах солнца. Простота и световое решение картины напоминают картины голландских художников (особенно Паулюса Поттера), творчество которых Бонёр изучала в рамках своего образования.

## История
Н. Д'Анверс повторяет, по-видимому, хорошо известную историю о том, что картина была вдохновлена начальной сценой романа Жорж Санд «Чертово болото» (1846), в которой волы пашут поле, а автор комментирует, что это «благородный сюжет для художника». Сравнение с работой Санд усилено в июльском выпуске «The Literary Digest» за 1899 год, где картина была упомянута как «иллюстрированный перевод романа».
Роза Бонёр написала картину по заказу французского правительства в 1849 году за 3000 франков. Работа была показана на парижском салоне в том же году,  где она была награждена Первой медалью. Первоначально предназначенная для музея в Лионе, она была выставлена в Музее Люксембурга в Париже и так же была показана на Всемирной выставке 1889 года. Картина сначала была помещена в Лувр, а затем в Музей Орсе. Бонёр сделала несколько копий картины, одна из которых находится в Музее искусств Джона и Мэйбл Ринглинг.

## Критика и наследие

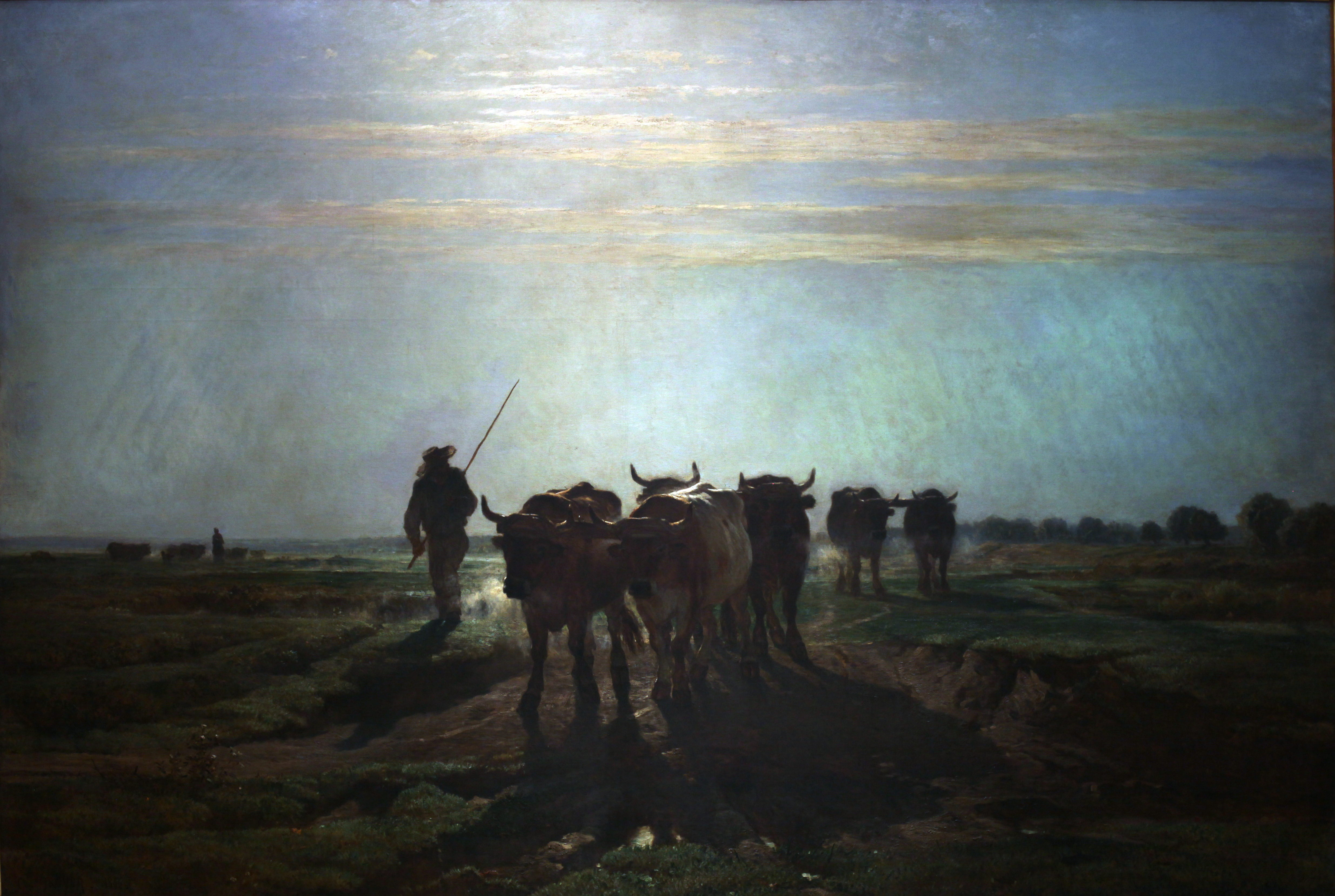
Констан Тройон, Boeufs allant au labour, effet de matin («Волы, идущие на пахоту»), 1855, Музей Орсе.

Помимо «Ярмарки лошадей» «Пахота в Ниверне» является одной из самых известных картин Бонёр. Ранней поклонницей работы была художница, позже партнёрша Розы, Анна Элизабет Клюмпке, сделавшая копию картины в Люксембургском музее. Картина Констана Тройона «Волы, идущие на пахоту» (1855) имеет с ней определенное сходство.
В романе Джорджа Дюмюрье «Трилби» 1894 года упоминается сцена где люди копируют картину «Пахота в Ниверне» и другие произведения в Люксембургском музее. Это одна из картин, выделенных Маргарет Аддисон во время её европейского турне в 1900 году,  хотя философ Фредерик Полан в L'Esthétique du paysage (1913) был не очень впечатлен работой. Полан утверждал, что хорошее искусство упрощает, а  «Пахота в Ниверне» этого не делает, портя его детализированными изображениями комьев земли. Эти комочки и зелень были написаны «трогательным» способом и по словам Полана: Бонёр не создавала, а просто воспроизводила, поскольку, с одной стороны, она была чересчур дотошна, изображая слишком много незначительных деталей, а с другой стороны, она ослабляла природу, воспроизводя её. Пол Сезанн также не впечатлился, заявив, что картина «ужасно похожа на настоящую вещь».
Согласно искусствоведу Альберту Бойме, картину следует рассматривать как прославление крестьянской жизни и её древних традиций, он помещал её в контекст революционного 1848 года, когда города были ареной хаоса и раздора. В 1978 году критик назвал произведение «полностью забытым и редко возвращаемым из забвения». В том же году картина стала частью серии работ, отправленных в Китай французским правительством для выставки под названием «Французский пейзаж и крестьянин, 1820–1905». Критик «Нью-Йорк Таймс», Мэри Блюм в 1997 году заявила, что «работы [Ярмарка лошадей так же как и Пахота] скорее основательны, чем мимолетны, ласковы, но не сентиментальны — смелое чествование рабочих животных».